# Преди изгрев
„Преди изгрев“ (на английски: Before Sunrise) е американска романтична драма от 1995 г. на режисьора Ричард Линклейтър по сценарий на Линклейтър и Ким Кризън. Филмът проследява историята на Джеси (Итън Хоук), млад американец, и Селин (Жули Делпи), млада французойка, които се запознават във влак и слизат във Виена, където прекарват нощта, като се разкарват из града и се опознават.
През 2004 г. излиза продължението „Преди залез“, което се развива девет години след първия филм, а през 2013 г. излиза второ продължение, озаглавено „Преди полунощ“, което проследява историята след осемнайсет години.

## Сценарий
Историята на филма е вдъхновена от среща на режисьора Линклейтър с млада дама на име Ейми Лерхаупт в магазин за играчки. Ейми се отбива във Филаделфия, за да преспи при сестра си преди да продължи пътуването си от Ню Йорк към Остин. Двамата с Линклейтър прекарват нощта в разходка и увлекателен разговор на разнообразни теми. След това се разделят и си разменят телефонните номера, но връзката постепенно заглъхва.
След като снима продължението „Преди залез“, Линклейтър се надява, че Ейми ще се е разпознала в първия филм от поредицата и ще се появи на премиерата. Това не се случва и в различни интервюта Ричард споделя истинската история зад филма, все още с надеждата за повторна среща с Ейми. През 2010 г., преди началото на снимките на третия филм, озаглавен „Преди полунощ“, Линклейтър получава писмо от приятел на Лерхаупт, от което научава, че Ейми е загинала в инцидент с мотор през 1994 г., три месеца преди началото на снимките на „Преди изгрев“.

## В България
На 25 януари 2011 г. филмът е излъчен по bTV Cinema с български дублаж, записан в студио „Триада“.
| Озвучаващи артисти  | Цветослава Симеонова Деница Георгиева Калин Костадинов Явор Караиванов |
| Преводач            | Цветелина Николова                                                     |
| Тонрежисьор         | Добрин Добрев                                                          |
| Режисьор на дублажа | Поля Цветкова-Георгиу                                                  |